# Jean-François Fortin
Jean-François Fortin (* 15. März 1979 in Laval, Québec) ist ein ehemaliger kanadischer Eishockeyspieler, der zuletzt für den EC VSV in der Österreichischen Eishockey-Liga spielte.

## Karriere
Fortin begann seine Karriere 1995 bei den Sherbrooke Faucons in der kanadischen Juniorenliga QMJHL, bei denen er zum Stammkader gehörte und sich in den folgenden Jahren kontinuierlich steigern konnte. Bereits in seinem zweiten Jahr bei den Faucons steigerte der Verteidiger seine Punkteausbeute auf 37 Scorerpunkte in 59 Partien, sodass einige Talent-Scouts aus der NHL in aufmerksam wurden und er schließlich im NHL Entry Draft 1997 in der zweiten Runde an insgesamt 35. Position von den Washington Capitals ausgewählt wurde. Fortin blieb daraufhin noch zwei Jahre in der QMJHL und wechselte zur Saison 1999/00 in die American Hockey League zu den Portland Pirates, dem damaligen Farmteam der Washington Capitals. Seine letzte Spielzeit in der kanadischen Juniorenliga bei den Sherbrooke Faucons war zugleich seine beste, da der Rechtsschütze in 76 Spielen 68 Scorerpunkte erzielen konnte.

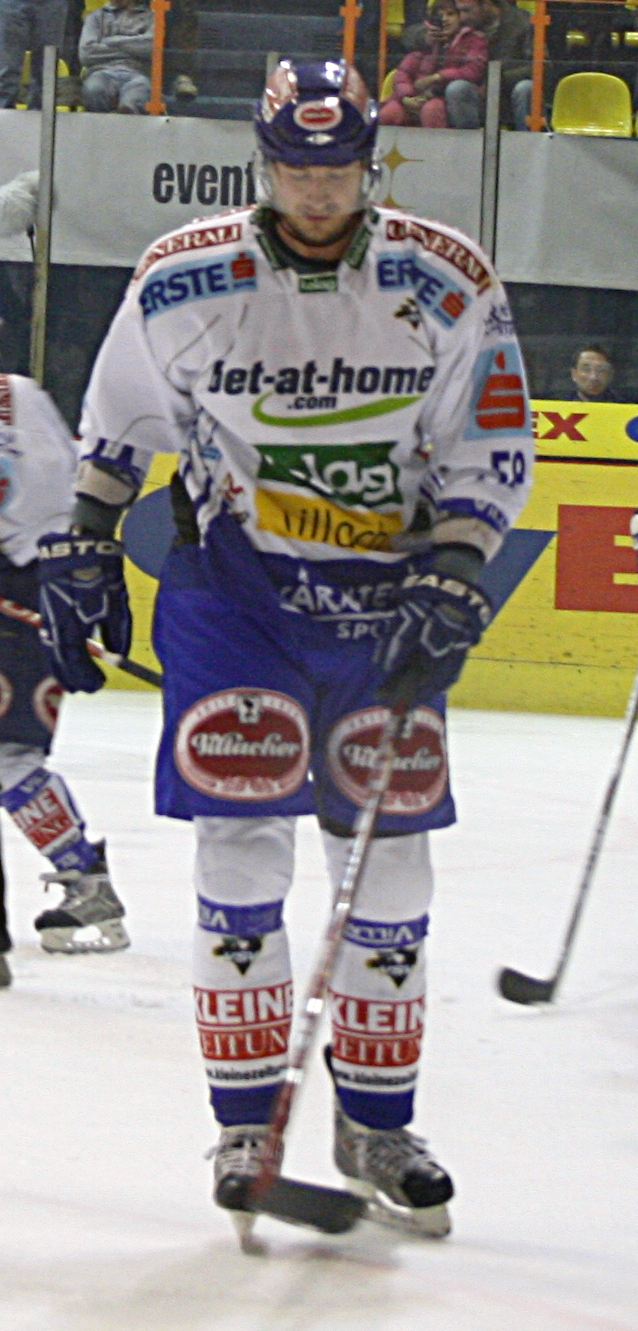
Jean-François Fortin (2009)

Sein erstes Jahr in der AHL verlief für den Kanadier sportlich durchaus erfolgreich. Zwar erhielt er zunächst nicht die Chance, sich bei den Capitals in der NHL zu beweisen, jedoch konnte sich Fortin bei den Pirates einen Stammplatz erkämpfen. Nach einem weiteren Jahr, welches er komplett in der Minor League verbrachte, stand der Abwehrspieler während der Spielzeit 2001/02 erstmals im Kader der Washington Capitals. Letzten Endes wurde Fortin 36-mal eingesetzt und erzielte dabei vier Punkte. In den folgenden drei Jahren spielte der Kanadier überwiegend in der AHL und kam nur selten in der NHL zum Einsatz. Insgesamt trug er lediglich 71-mal das Trikot der Capitals. Nachdem sich die Verantwortlichen der Hauptstädter zur Saison 2005/06 mit den Hershey Bears auf eine Kooperation einigten, lief auch Fortin in der Folgezeit für die Bears auf. Gleich in der ersten Spielzeit konnte er mit dem Team den Calder Cup gewinnen, nachdem das Team im Play-off-Finale die Milwaukee Admirals bezwingen konnte.
Da ein erneutes dauerhaftes Engagement in der NHL für Fortin unwahrscheinlich erschien, unterschrieb der Kanadier zur Saison 2006/07 einen Vertrag bei den Füchse Duisburg aus der Deutschen Eishockey Liga. Der Verteidiger konnte bei den Füchsen überzeugen und wechselte zur Saison 2007/08 innerhalb der Liga zu den Grizzly Adams Wolfsburg, die ihn zunächst mit einem Einjahresvertrag ausstatteten. In Wolfsburg gehörte der Kanadier zum Stammkader und war einer der Leistungsträger im Team. Im Jahr 2008 entschied sich Fortin dennoch gegen eine Vertragsverlängerung bei den Grizzly Adams und nahm stattdessen ein lukrativere Angebot des russischen Klubs HK MWD Balaschicha an, mit dem er fortan in der neu gegründeten KHL aktiv war. Nach wenigen Monaten und lediglich vier Spieleinsätzen verließ er den Klub allerdings aus persönlichen Gründen wieder und kehrte zurück in die DEL, wo er einen Vertrag bei den Krefeld Pinguinen erhielt.
Nach der Saison 2008/09 beendete er zunächst seine Karriere. Am 23. November 2009 unterschrieb er jedoch beim österreichischen Erstligisten EC VSV einen Vertrag bis zum Saisonende. Anfang März 2010 beendete er seine Karriere endgültig.

## Erfolge und Auszeichnungen
- 2006 Calder-Cup-Gewinn mit den Hershey Bears